# Amaro Soares Bittencourt

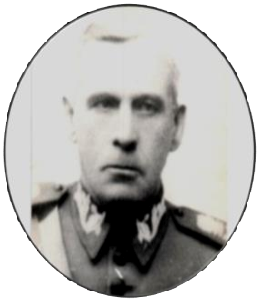
Bittencourt (Datum unbekannt)

Amaro Soares Bittencourt (* 30. Juni 1885; † 13. April 1963) war ein brasilianischer Generalmajor.

## Leben
Bittencourt absolvierte eine Offiziersausbildung im Heer (Exército Brasileiro) der Streitkräfte (Forças Armadas do Brasil) und fand im Anschluss verschiedene Verwendungen als Offizier sowie Stabsoffizier. Nach seiner Beförderung zum Oberstleutnant am 30. April 1931 war er vom 12. Juli 1935 bis zum 8. Januar 1936 Kommandeur des 2. Ponton-Bataillons und wurde als solcher am 26. Dezember 1935 zum Oberst befördert. Nach seiner Beförderung zum Brigadegeneral am 10. Februar 1939 war er zwischen 1939 und 1940 Kommandeur der 9. Militärregion (9.ª Região Militar) sowie später von 1941 bis zum 24. Oktober 1942 Militärattaché an der Botschaft in den USA und zugleich 1942 Mitglied der brasilianischen Delegation im Interamerikanischen Verteidigungsausschuss (Inter-American Defense Board). Am 2. Januar 1943 wurde er Leiter der Ingenieurabteilung im Kriegsministerium und erhielt in dieser Funktion am 2. April 1945 seine Beförderung zum Generalmajor. Zuletzt wurde er 1946 Kommandeur der 3. Militärregion (3.ª Região Militar).

## Weblink
- Eintrag in Generals.dk

| Personendaten    | Personendaten                |
| ---------------- | ---------------------------- |
| NAME             | Bittencourt, Amaro Soares    |
| KURZBESCHREIBUNG | brasilianischer Generalmajor |
| GEBURTSDATUM     | 30. Juni 1885                |
| STERBEDATUM      | 13. April 1963               |